# Vyšná Jablonka
Pour les articles homonymes, voir Jablonka.
Vyšná Jablonka est un village de Slovaquie situé dans la région de Prešov.

## Histoire
Première mention écrite du village en 1436.

## Démographie

### Évolution de la population
| Année:               | 1994. | 2004.    | 2014.    | 2024.   |
| -------------------- | ----- | -------- | -------- | ------- |
| Nombre de personnes: | 108   | 74       | 57       | 52      |
| Différence:          |       | -31,48 % | -22,97 % | -8,77 % |

| Année:               | 2023. | 2024. |
| -------------------- | ----- | ----- |
| Nombre de personnes: | 52    | 52    |
| Différence:          |       | +0 %  |